# 北海號列車
北海是一列日本國有鐵道（國鐵）於1967年3月1日至1986年11月1日之間，行駛於函館～旭川間的函館本線特急列車。

## 設立沿革
日本國有鐵道為了使青函連絡船的旅客能經由更多途徑連絡道內，在函館本線上設立了該列車，“北海”也是目前為止唯一經由「山線」（函館本線長萬部～小樽間路段）的特急列車。

## 發展歷程
最初投入運行時使用日本國鐵Kiha80系柴聯車行駛，運行初期為7節車廂編成、一天僅一往返。1973年10月2日，因運行成果佳，故將編成調為十節一組，也有經由釧網本線延駛至網走站的班次，此時的特急北海達到了全盛期。1981年10月1日，班次調為一天二往返，因Kiha80系逐漸老化而將北海3、4號改用為新製的Kiha183系車輛。以Kiha80系行駛的班次調為九節車廂一組，Kiha183系行駛的班次則是十輛編組。1984年2月1日，編組再度縮為六節，偶爾才會增結為七節，而且只使用Kiha80系行駛，直到翌年才恢復Kiha183系行駛，編組也都固定為六節。
1986年11月1日，特急「北海」廢止，特急列車從此自山線上消失。

## 「山線」特急列車的沒落
因平坦的室蘭本線（海線）逐漸被重用，「山線」已有沒落的趨勢。雖然經由室蘭本線來往函館與札幌的里程數較山線長，但因為彎道比函館山線少的多，所費時間也較短。「山線」一路上都是急轉彎和陡坡，馬力低的車輛要通過是十分困難的。因此後來由道南前往道央的優等列車全部改走室蘭本線。「北斗」即是「北海」的海線版本。「北海」停駛後，其做為道南連絡道央用列車的重要性，改由「北斗」取代。

## 其他行駛於「山線」上的列車
在「北海」行駛的同時，山線上也有急行列車「二世谷」（ニセコ）行駛，但在北海號廢除的同時，二世谷號調整為僅有夏季行駛的臨時列車。現在「山線」上僅有定期行駛的快速列車二世谷快車（ニセコライナー）、普通車和臨時特急列車二世谷滑雪特快（ニセコスキーエクスプレス）、SL二世谷號行駛。